# (4662) Runk
(4662) Runk – planetoida z pasa głównego asteroid okrążająca Słońce w ciągu 4 lat i 248 dni w średniej odległości 2,79 j.a. Została odkryta 19 kwietnia 1984 roku w Kleť Observatory w pobliżu Czeskich Budziejowic przez Antonína Mrkosa. Nazwa planetoidy pochodzi od Ferdinanda Runka (1764-1834), malarza pejzażysty krajobrazów Czech i Austrii, autora pięknej panoramy Kleť z 1830 roku. Nazwę zaproponowała czeska astronom, Jana Tichá. Przed nadaniem oficjalnej nazwy planetoida nosiła oznaczenie tymczasowe (4662) 1984 HL.